# Aphis angelicae
Aphis angelicae är en insektsart. Aphis angelicae ingår i släktet Aphis och familjen långrörsbladlöss. Inga underarter finns listade i Catalogue of Life.